# Ipotenuză

Un triunghi dreptunghic cu ipotenuza h și catetele c_{1} și c_{2}

O ipotenuză este cea mai lungă latură a unui triunghi dreptunghic, adică latura care se opune unghiului drept. Lungimea ipotenuzei se poate calcula în funcție de celelalte două laturi (catetele) utilizând teorema lui Pitagora, care spune că pătratul lungimii ipotenuzei este egal cu suma pătratelor catetelor triunghiului.
Spre exemplu, dacă una dintre catete are lungimea de 3 metri (pătratul ei fiind deci 9 m2) și cealaltă are lungimea de 4 metri (pătratul ei fiind 16 m2), atunci suma pătratelor lor este egală cu 25 m2; deci lungimea ipotenuzei este rădăcina pătrată a sumei respective, adică 5 metri.
Conform unor surse, cuvântul ipotenuză este derivat din grecescul ὑποτείνουσα (ipotenusa), o alăturare a termenilor ipo- („sub”) și tenein („a întinde”). Alte surse afirmă că, în Grecia Antică, cuvântul desemna un obiect care sprijină altul, asemeni unei proptele și a fost derivat prin alăturarea termenilor ipo- („sub”) și tenusa („latură”).

## Calculul ipotenuzei
De obicei, lungimea ipotenuzei este calculată aplicând rădăcina patrată teoremei lui Pitagora.